# NGC 6808
NGC 6808 је спирална галаксија у сазвежђу Паун која се налази на NGC листи објеката дубоког неба.
Деклинација објекта је - 70° 37' 56" а ректасцензија 19h 43m 54,4s. Привидна величина (магнитуда) објекта NGC 6808 износи 11,6 а фотографска магнитуда 12,5. NGC 6808 је још познат и под ознакама ESO 73-3, IRAS 19385-7045, PGC 63578.